# Ödlan Bill
Ödlan Bill, engelska: Bill the Lizard, är en litterär figur i Lewis Carrolls bok Alice i Underlandet från 1865.
Ödlan Bill förekommer som en bifigur i boken och dyker först upp i kapitel fyra där han agerar hjälpande hand till den vita kaninen. Alice har fastnat i ett av rummen i kaninens hus efter att ha druckit från en flaska, vilket har fått henne att växa okontrollerat mycket. Då den vita kaninen inte kan ta sig in i huset genom vare sig dörren eller fönstren tar han hjälp av Bill som har en stege i sin ägo. Bill skickas ner genom skorstenen men Alice, som inte vill låta ödlan komma in i huset, använder sin fot för att sparka ut honom. Bill flyger ut ur skorstenen och landar bland sina kumpaner.
Bill återkommer senare i kapitel elva och tolv som förvirrad jurymedlem under den kaotiska rättegången mot Hjärter Knekt som står åtalad för att ha stulit Hjärter Dams bakelser.